# Bassia diffusa
Bassia diffusa là loài thực vật có hoa thuộc họ Dền. Loài này được (Thunb.) Kuntze mô tả khoa học đầu tiên năm 1891.